# Liste der französischen Diözesen

Kirchenprovinzen und Diözesen des kontinentalen Frankreichs im Jahr 2002

Die Römisch-katholische Kirche in Frankreich ist, wie in allen größeren Ländern, in Kirchenprovinzen eingeteilt.
Im französischen Mutterlande gibt es gegenwärtig 94 Diözesen, eine Territorialprälatur, ein Exarchat, sowie zwei spezielle Ordinariate. Seit dem 8. Dezember 2002 sind 91 Bistümer und die eine Territorialprälatur auf 15 Kirchenprovinzen aufgeteilt. Zwei Diözesen sind direkt dem Heiligen Stuhl unterstellt (exemt).
In den französischen Überseegebieten gibt es sieben Diözesen, die drei Kirchenprovinzen zugeordnet sind, und ein exemtes Bistum.

## Kirchenstruktur des französischen Mutterlandes

### Kirchenprovinzen und Diözesen
Der Erzbischof der jeweils erstgenannten Diözese ist immer auch der Metropolit der jeweiligen Kirchenprovinz. Die jeweiligen Metropolitandiözesen sind fett hervorgehoben.
| Bistum                                | Kirchenprovinz | Gründung         | Lage | Kathedrale                                                     | Bild der Kathedrale | Bemerkungen |
| ------------------------------------- | -------------- | ---------------- | ---- | -------------------------------------------------------------- | ------------------- | --- |
| Erzbistum Besançon                    | Besançon       | 2. Jh.           |      | Cathédrale Saint-Jean in Besançon                              |                     | |
| Bistum Belfort-Montbéliard            | Besançon       | 3.11.1979        |      | Cathédrale Saint-Christophe in Belfort                         |                     | |
| Bistum Nancy                          | Besançon       | 1777             |      | Cathédrale Notre-Dame-de-l’Annonciation in Nancy               |                     | Konkathedrale Saint-Étienne in Toul |
| Bistum Saint-Claude                   | Besançon       | 1742/1822        |      | Cathédrale Saint-Pièrre in Saint-Claude (Jura)                 |                     | Der Sitz des Bistums befindet sich abweichend in Poligny (Jura)                                                                                                |
| Bistum Saint-Dié                      | Besançon       | 1777/1822        |      | Cathédrale Saint-Dié in Saint-Dié                              |                     | Der Sitz des Bistums befindet sich abweichend in Épinal |
| Bistum Verdun                         | Besançon       | 4. Jh.           |      | Cathedrale Notre-Dame in Verdun                                |                     | |
| Erzbistum Bordeaux                    | Bordeaux       | 314              |      | Cathédrale Saint-André in Bordeaux                             |                     | |
| Bistum Agen                           | Bordeaux       | 4. Jh.           |      | Cathédrale Saint-Caprais in Agen                               |                     | |
| Bistum Aire und Dax                   | Bordeaux       | 5. Jh./1822      |      | Cathédrale Saint-Marie in Dax (Landes)                         |                     | Konkathedrale Saint-Jean-Baptiste in Aire-sur-l’Adour |
| Bistum Bayonne                        | Bordeaux       | 4. Jh.           |      | Cathédrale Notre-Dame in Bayonne                               |                     | Konkathedrale Saint-Marie Oloron-Sainte-Marie |
| Bistum Périgueux                      | Bordeaux       | 3. Jh./1822      |      | Cathédrale Saint-Front in Périgueux                            |                     | |
| Erzbistum Clermont                    | Clermont       | 2002             |      | Cathédrale Notre-Dame de l’Assomption in Clermont-Ferrand      |                     | |
| Bistum Le Puy-en-Velay                | Clermont       | 4. Jh./1817      |      | Cathédrale Notre-Dame in Le Puy-en-Velay                       |                     | |
| Bistum Moulins                        | Clermont       | 1817             |      | Cathédrale Notre-Dame in Moulins (Allier)                      |                     | |
| Bistum Saint-Flour                    | Clermont       | 20.02.1317       |      | Cathédrale Saint-Pierre-et-Saint-Flour in Saint-Flour (Cantal) |                     | |
| Erzbistum Dijon                       | Dijon          | 1731             |      | Cathédrale Saint-Bénigne in Dijon                              |                     | |
| Erzbistum Sens                        | Dijon          | 4. Jh.           |      | Cathédrale Saint-Étienne in Sens                               |                     | |
| Bistum Autun                          | Dijon          | 3. Jh.           |      | Cathédrale Saint-Lazare in Autun                               |                     | |
| Bistum Nevers                         | Dijon          | 4. Jh./1822      |      | Saint-Cyr-et-Sainte-Julitte in Nevers                          |                     | |
| Territorialprälatur Mission de France | Dijon          | 4. Jh./1822      |      |                                                                |                     | Als Territorialprälatur einem Bistum gleichgestellt; Sitz in Pontigny                                                                                          |
| Erzbistum Lille                       | Lille          | 1913             |      | Cathédrale Notre-Dame-de-la-Treille in Lille                   |                     | |
| Erzbistum Cambrai                     | Lille          | 580              |      | Cathédrale Notre-Dame de Grâce in Cambrai                      |                     | |
| Bistum Arras                          | Lille          | 6. Jh.           |      | Cathédrale Notre-Dame-et-Saint-Vaast in Arras                  |                     | |
| Erzbistum Lyon                        | Lyon           | 2. Jh.           |      | Cathédrale Saint-Jean-Baptiste-et-Saint-Étienne in Lyon        |                     | |
| Erzbistum Chambéry                    | Lyon           | 1779             |      | CathédraleSaint-François-de-Sales in Chambéry                  |                     | |
| Bistum Annecy                         | Lyon           | 1822             |      | Cathédrale Saint-Pierre in Annecy                              |                     | |
| Bistum Belley-Ars                     | Lyon           | 5. Jh./1822      |      | Cathédrale Saint-Jean-Baptiste in Belley                       |                     | Konkathedrale Notre-Dame in Bourg-en-Bresse |
| Bistum Grenoble-Vienne                | Lyon           | 4. Jh.           |      | Cathédrale Notre-Dame in Grenoble                              |                     | Konkathedrale Saint-Maurice in Vienne |
| Bistum Saint-Étienne                  | Lyon           | 25.12.1970       |      | Cathédrale Saint-Étienne in Saint-Étienne                      |                     | |
| Bistum Valence                        | Lyon           | 4. Jh.           |      | Cathédrale Saint-Apollinaire in Valence                        |                     | |
| Bistum Viviers                        | Lyon           | 4. Jh.           |      | Cathédrale Saint-Vincent in Viviers (Ardèche)                  |                     | |
| Erzbistum Marseille                   | Marseille      | 1. Jh.           |      | Cathédrale Sainte-Marie-Majeure in Marseille                   |                     | |
| Erzbistum Aix-en-Provence             | Marseille      | 1. Jh.           |      | Cathédrale Saint-Sauveur in Aix-en-Provence                    |                     | |
| Erzbistum Avignon                     | Marseille      | 4. Jh./1801      |      | Cathédrale Notre-Dame-des-Doms in Avignon                      |                     | |
| Bistum Ajaccio                        | Marseille      | 3. Jh.           |      | Cathédrale Notre-Dame-de-l’Assomption in Ajaccio               |                     | |
| Bistum Digne                          | Marseille      | 4. Jh.           |      | Cathédrale Saint-Jérôme in Digne-les-Bains                     |                     | |
| Bistum Fréjus-Toulon                  | Marseille      | 4. Jh./1822      |      | Cathédrale Sainte-Marie in Toulon                              |                     | Konkathedrale Saint-Léonce in Fréjus |
| Bistum Gap                            | Marseille      | 5. Jh./1822      |      | Cathédrale Notre-Dame-et-Saint-Arnoux in Gap                   |                     | |
| Bistum Nizza                          | Marseille      | 3. Jh.           |      | Cathédrale Sainte-Réparate in Nizza                            |                     | |
| Erzbistum Montpellier                 | Montpellier    | 3. Jh.           |      | Cathédrale Saint-Pierre in Montpellier                         |                     | |
| Bistum Carcassonne-Narbonne           | Montpellier    | 533/1822         |      | Cathédrale Saint-Michel in Carcassonne                         |                     | Konkathedrale Saint-Just in Narbonne |
| Bistum Mende                          | Montpellier    | 10. Jh.          |      | Cathédrale Notre-Dame-et-Saint-Privat in Mende                 |                     | |
| Bistum Nîmes                          | Montpellier    | 5. Jh./1822      |      | Cathédrale Notre-Dame-et-Saint-Castor in Nîmes                 |                     | |
| Bistum Perpignan-Elne                 | Montpellier    | 6. Jh./1822      |      | Cathédrale Saint-Jean in Perpignan                             |                     | Konkathedrale Sainte-Eulalie-et-Sainte-Julie in Elne |
| Erzbistum Paris                       | Paris          | 3. Jh.           |      | Cathédrale Notre-Dame in Paris                                 |                     | |
| Bistum Créteil                        | Paris          | 1966             |      | Cathédrale Notre-Dame in Créteil                               |                     | Die erste Kathedrale aus den 1970er Jahren wurde 2015 durch einen Neubau ersetzt. Damit ist die Kathedrale von Créteil Frankreichs jüngste Kathedrale.         |
| Bistum Évry-Corbeil-Essonnes          | Paris          | 1966             |      | Cathédrale de la Résurrection in Évry                          |                     | 1988 Verlegung des Bischofssitzes von Corbeil-Essonnes nach Évry und Neubau der dortigen Kathedrale (1991–1995); Konkathedrale Saint-Spire in Corbeil-Essonnes |
| Bistum Meaux                          | Paris          | 3. Jh.           |      | Cathédrale Saint-Étienne in Meaux                              |                     | |
| Bistum Nanterre                       | Paris          | 9.10.1966        |      | Cathédrale Sainte-Geneviève et Saint-Maurice in Nanterre       |                     | |
| Bistum Pontoise                       | Paris          | 9.10.1966        |      | Cathédrale Saint-Maclou in Pontoise                            |                     | |
| Bistum Saint-Denis                    | Paris          | 9.10.1966        |      | Cathédrale Saint-Denis in Saint-Denis                          |                     | |
| Bistum Versailles                     | Paris          | 1801             |      | Cathédrale Saint-Louis in Versailles                           |                     | |
| Erzbistum Poitiers                    | Poitiers       | 3. Jh.           |      | Cathédrale Saint-Pierre in Poitiers                            |                     | |
| Bistum Angoulême                      | Poitiers       | 3. Jh.           |      | Cathédrale Saint-Pierre in Angoulême                           |                     | |
| Bistum La Rochelle-Saintes            | Poitiers       | 1648             |      | Cathédrale Saint-Louis in La Rochelle                          |                     | Konkathedrale Saint-Pierre in Saintes |
| Bistum Limoges                        | Poitiers       | 3. Jh.           |      | Cathédrale Saint-Étienne in Limoges                            |                     | |
| Bistum Tulle                          | Poitiers       | 1317             |      | Cathédrale Notre-Dame in Tulle                                 |                     | |
| Erzbistum Reims                       | Reims          | 3. Jh.           |      | Cathédrale Notre-Dame in Reims                                 |                     | |
| Bistum Amiens                         | Reims          | 3. Jh.           |      | Cathédrale Notre-Dame in Amiens                                |                     | |
| Bistum Beauvais                       | Reims          | 3. Jh./1822      |      | Cathédrale Saint-Pierre in Beauvais                            |                     | |
| Bistum Châlons                        | Reims          | 4. Jh./1822      |      | Cathédrale Saint-Étienne in Châlons-en-Champagne               |                     | |
| Bistum Langres                        | Reims          | 3. Jh./1822      |      | Cathédrale Saint-Mammès in Langres                             |                     | Sitz des Bischofs befindet sich in Chaumont |
| Bistum Soissons                       | Reims          | 4. Jh./1801      |      | Cathédrale Saint-Gervais-et-Saint-Protais in Soissons          |                     | |
| Bistum Troyes                         | Reims          | 4. Jh.           |      | Cathédrale Saint-Pierre-et-Saint-Paul in Troyes                |                     | |
| Erzbistum Rennes                      | Rennes         | 3. Jh.           |      | Cathédrale Saint-Pierre in Rennes                              |                     | Konkathedrale Saint-Samson in Dol-de-Bretagne |
| Bistum Angers                         | Rennes         | 4. Jh.           |      | Cathédrale Saint-Maurice in Angers                             |                     | |
| Bistum Laval                          | Rennes         | 30.06.1855       |      | Cathédrale Sainte-Trinité in Laval                             |                     | |
| Bistum Le Mans                        | Rennes         | 5. Jh.           |      | Cathédrale Saint-Julien in Le Mans                             |                     | |
| Bistum Luçon                          | Rennes         | 16.08.1317/ 1822 |      | Cathédrale Notre-Dame-de-l’Assomption in Luçon                 |                     | |
| Bistum Nantes                         | Rennes         | 3. Jh.           |      | Cathédrale Saint-Pierre-et-Paul in Nantes                      |                     | |
| Bistum Quimper                        | Rennes         | 5. Jh.           |      | Cathédrale Saint-Corentin in Quimper                           |                     | |
| Bistum Saint-Brieuc                   | Rennes         | 5. Jh.           |      | Cathédrale Saint-Etienne in Saint-Brieuc                       |                     | |
| Bistum Vannes                         | Rennes         | 5. Jh.           |      | Cathédrale Saint-Pierre in Vannes                              |                     | |
| Erzbistum Rouen                       | Rouen          | 2. Jh.           |      | Cathédrale Notre-Dame de l’Assomption in Rouen                 |                     | |
| Bistum Bayeux                         | Rouen          | 2. Jh.           |      | Cathédrale Notre-Dame in Bayeux                                |                     | Konkathedrale Saint-Pierre in Lisieux |
| Bistum Coutances                      | Rouen          | 5. Jh.           |      | Cathédrale Notre-Dame in Coutances                             |                     | |
| Bistum Évreux                         | Rouen          | 5. Jh.           |      | Cathédrale Notre-Dame in Évreux                                |                     | |
| Bistum Le Havre                       | Rouen          | 6.7.1974         |      | Cathédrale Notre-Dame in Le Havre                              |                     | |
| Bistum Sées                           | Rouen          | 3. Jh.           |      | Cathédrale Notre-Dame in Sées                                  |                     | |
| Erzbistum Toulouse                    | Toulouse       | 3. Jh.           |      | Cathédrale Saint-Étienne in Toulouse                           |                     | |
| Erzbistum Albi                        | Toulouse       | 3. Jh.           |      | Cathédrale Sainte-Cécile in Albi                               |                     | |
| Erzbistum Auch                        | Toulouse       | 6. Jh./1822      |      | Cathédrale Saint-Marie in Auch                                 |                     | |
| Bistum Cahors                         | Toulouse       | 3. Jh.           |      | Cathédrale Saint-Étienne in Cahors                             |                     | |
| Bistum Montauban                      | Toulouse       | 11.7.1317        |      | Cathédrale Notre-Dame-de-l’Assomption in Montauban             |                     | |
| Bistum Pamiers                        | Toulouse       | 5.7.1295/ 1822   |      | Cathédrale Saint-Antonin in Pamiers                            |                     | |
| Bistum Rodez                          | Toulouse       | 5. Jh./1822      |      | Cathédrale Notre-Dame in Rodez                                 |                     | |
| Bistum Tarbes und Lourdes             | Toulouse       | 4. Jh./1822      |      | Cathédrale Notre-Dame de la Sède in Tarbes                     |                     | |
| Erzbistum Tours                       | Tours          | 3. Jh.           |      | Cathédrale Saint-Gatien in Tours                               |                     | |
| Erzbistum Bourges                     | Tours          | 3. Jh.           |      | Cathédrale Saint-Étienne in Bourges                            |                     | |
| Bistum Blois                          | Tours          | 1.7.1697         |      | Cathédrale Saint-Louis in Blois                                |                     | |
| Bistum Chartres                       | Tours          | 3. Jh.           |      | Cathédrale Notre-Dame in Chartres                              |                     | |
| Bistum Orléans                        | Tours          | 3. Jh.           |      | Cathédrale Notre-Dame in Orléans                               |                     | |
| Erzbistum Straßburg                   | exemt          | 4. Jh.           |      | Cathédrale Notre-Dame in Straßburg                             |                     | |
| Bistum Metz                           | exemt          | 4. Jh.           |      | Saint-Étienne in Metz                                          |                     | |

 Gerichtsbarkeit
Als Kirchengerichte bestehen 15 interdiözesane Offizialate. Marseille ist auch für das Erzbistum Monaco zuständig, Metz zweitinstanzlich für das Erzbistum Luxemburg. Für Strafsachen wurde 2021 ein Tribunal pénal canonique national (TPCN) eingerichtet.
| 1. Instanz            | 2. Instanz  |
| --------------------- | ----------- |
| Besançon              | Lille       |
| Bordeaux mit Poitiers | Toulouse    |
| Dijon                 | Tours       |
| Lille mit Reims       | Rouen       |
| Lyon mit Clermont     | Dijon       |
| Marseille             | Lyon        |
| Metz                  | Straßburg   |
| Montpellier           | Marseille   |
| Paris                 | Versailles  |
| Rennes                | Bordeaux    |
| Rouen                 | Besançon    |
| Straßburg             | Metz        |
| Toulouse              | Montpellier |
| Tours                 | Rennes      |

### Eparchien und Ordinariate

#### Ordinariate
- Militärordinariat (direkt dem Heiligen Stuhl unterstellt; Sitz in Paris)
- Ordinariat der Gläubigen der ostkirchlichen Riten (Ordinarius ist gegenwärtig der Erzbischof von Paris)

#### Eparchien
- Eparchie Paris (Armenisch-Katholische Kirche)
- Eparchie Paris (Syrisch-Maronitische Kirche)
- Eparchie Paris (Ukrainische Griechisch-Katholische Kirche) (direkt dem Heiligen Stuhl unterstellt)

## Kirchenstruktur der Überseegebiete

### Kirchenprovinzen
- Kirchenprovinz Fort-de-France

Erzbistum Saint-Pierre et Fort-de-France (Martinique), Bistum Basse-Terre (Guadeloupe), Bistum Cayenne (Französisch-Guyana)
- Kirchenprovinz Papeete

Erzbistum Papeete (Französisch-Polynesien), Bistum Taiohae o Tefenuaenata (Französisch-Polynesien)
- Kirchenprovinz Nouméa

Erzbistum Nouméa (Neukaledonien), Bistum Wallis und Futuna (Wallis und Futuna)
Zur Kirchenprovinz Nouméa gehört auch das Bistum Port-Vila, dessen Territorium jedoch den unabhängigen Staat Vanuatu umfasst.

### Direkt dem Heiligen Stuhl unterstellte Überseegebiete
- Bistum Saint-Denis-de-La Réunion